# Indolin-2-on monooksigenaza
Indolin-2-on monooksigenaza (EC 1.14.13.138, BX3 (gen), CYP71C2 (gen)) je enzim sa sistematskim imenom indolin-2-on,NAD(P)H:kiseonik oksidoreduktaza (3-hidroksilacija). Ovaj enzim katalizuje sledeću hemijsku reakciju
indolin-2-on + + + O2 {\displaystyle \rightleftharpoons } 3-hidroksiindolin-2-on + 2O
Ovaj enzim učestvuje u biosintezi zaštitnih i alelofatskih benzoksazinoida kod pojedinih biljaka, i.e. Iz familije Poaceae (trave). On je član grupe citohrom P450 zavisnih monooksigenaza.

## Literatura
- Nicholas C. Price; Lewis Stevens (1999). Fundamentals of Enzymology: The Cell and Molecular Biology of Catalytic Proteins (Third изд.). USA: Oxford University Press. ISBN 019850229X.
- Eric J. Toone (2006). Advances in Enzymology and Related Areas of Molecular Biology, Protein Evolution (Volume 75 изд.). Wiley-Interscience. ISBN 0471205036.
- Branden C; Tooze J. Introduction to Protein Structure. New York, NY: Garland Publishing. ISBN 0-8153-2305-0.
- Irwin H. Segel. Enzyme Kinetics: Behavior and Analysis of Rapid Equilibrium and Steady-State Enzyme Systems (Book 44 изд.). Wiley Classics Library. ISBN 0471303097.

## Spoljašnje veze
- Indolin-2-one+monooxygenase на 